# Епархия Брокен-Бея
 Епархия Брокен-Бея  (лат. Dioecesis Sinus Tortuosi) — епархия Римско-Католической церкви с центром в городе Пеннант-Хиллз, Австралия. Епархия Брокен-Бея входит в митрополию Сиднея. Кафедральным собором епархии Брокен-Бея является церковь Пресвятой Девы Марии Розария в Вайтаре.

## История
8 апреля 1986 года Папа Римский Иоанн Павел II выпустил буллу «Quippe cum aeternam», которой учредил епархию Брокен-Бея, выделив её из архиепархии Сиднея.

## Ординарии епархии
- епископ Patrick Laurence Murphy (8.04.1986 — 9.07.1996);
- епископ David Louis Walker (9.07.1996 — 13.11.2013);
- епископ Peter Andrew Comensoli (20.11.2014 — 29.06.2018).